# Termas de Ralún
Las termas de Ralún son manantiales termales ubicados en la Región de Los Lagos y que son utilizados para fines medicinales y turísticos.

## Historia
Francisco Solano Asta-Buruaga y Cienfuegos escribió en 1899 sobre el manantial en Diccionario Geográfico de la República de Chile:
Ralún (Bahía de).-—La cabeza superior ó ensenada en que remata á su extremo norte por los 41º 24' Lat. y 72º 20' Lon. el estuario de Reloneaví; dista once kilómetros al mismo norte de la bahía de Cochamó. Afecta una forma casi circular de cerca de tres kilómetros de diámetro y se halla rodeada de sierras selvosas. Por su lado sudoeste interna ligeramente al S. y ofrece un excelente surgidero de bastante capacidad, llamado puerto de Nahuelhuapí, y en cuya orilla brota una fuente mineral sulfurosa cuya temperatura sube de 32º del centígrado. En su fondo boreal desagua el río Petrohue y en el recodo ó vuelta de su playa por el NE. se pierden, á inmediación una de otra, dos corrientes medianas, la primera llamada río de Reloncaví que baja de las alturas montañosas al N. próximas al costado austral de la laguna de Cayutué y la otra con el título de Ralún del Este, que viene de la parte del NE. Tales nombres provienen tal vez ó son inmutaciones de rylon, curso de agua, ó de rylun, sumergirse.
El Servicio Nacional de Turismo las describe como:
Se ubican frente a Ralún en la ribera nororiente del río Petrohue y bordeando el Parque Nacional Vicente Pérez Rosales. Funcionan al aire libre y
cuentan con servicios de alojamiento en cabañas.